# Nalaikh
Nalaikh (tiếng Mông Cổ: Налайх) là một trong chín Düüreg (quận) tại thủ đô Ulaanbaatar, Mông Cổ. Nalaikh được chia thành sáu khoroo (phường). Khu vực có diện tích 687,6 km², dân số vào đầu năm 2009 đạt 29.115 người. Mặc dù giáp với các khu vực khác của thủ đô, song Nalaikh trên thực tế là một đô thị biệt lập cách trung tâm thành phố 35 km về phía đông nam. Khu đô thị này ban đầu được hình thành đẻ phục vụ việc khai thác các mỏ than trong khu vực. Khu vực có độ cao trung bình khoảng 1.459 m so với mức nước biển.

## Người nổi tiếng
- Kyokutenho Masaru - đô vật